# Хиггинс, Кейт
Кэ́трин Дэ́вис «Кейт» Хи́ггинс (англ. Catherine Davis «Kate» Higgins; род. 16 августа 1969, Шарлотсвилл, Виргиния) — американская актриса и певица боснийского происхождения.

## Биография
Кэтрин Дэвис Хиггинс родилась 16 августа 1969 года в Сараево. В возрасте 5 лет она вместе со своей семьёй переехала в Шарлотсвилл (Виргиния), США.
Кейт окончила Обернский университет, получив степень в области музыки.

### Личная жизнь
Кейт замужем за Джеффом Лофлендом. У супругов есть два сына — Бекетт Лофленд (род.2009) и Форест Лофленд (род.2010).

## Карьера
Кейт начала кинокарьеру в 1990 году и в настоящее время она сыграла более чем в 100 фильмах и телесериалах. Также Хиггинс занимается озвучиванием.
В 2007 году Кейт сыграла роль проститутки в фильме «Глава 27». В 1992 году Кейт также начала музыкальную карьеру, является пианисткой.
В 2013 году озвучила мультфильм «Альфа и Омега 2 — Приключения праздничного воя». Также Кейт озвучила героиню мультсериала «Монстр Хай» — Френки Штейн.

## Избранная фильмография
- 2008 — Приключения в озвучке / Adventures in Voice Acting — в роли самой себя
- 2012—2014 — Легенда о Корре / The Legend of Korra — Тоф Бейфонг